# Nebula (émulateur)
Pour les articles homonymes, voir Nebula.
Nebula est un émulateur de jeu vidéo d'arcade qui émule différents systèmes que sont le Neo-Geo (MVS, AES et CD), le CPS1 et CPS2, le PGM et quelques jeux Xexex Based de Konami. Il fonctionne sous Windows.

## Description
Créé par Miguel Ángel Horna (plus connu sous le pseudo de ElSemi et faisant partie de l'équipe de développement de MAME), Nebula fait partie de la génération d'émulateurs du début des années 2000 qui ont apparu peu après Final Burn alors que l'émulation du système d'arcade CPS-2 était en plein boom et que l'émulation du CPS-1 était encore très active. 
Nebula était en premier lieu un émulateur du système CPS-2, ce n'est qu'à partir de la version 1.5 qu'il intégrera le système CPS-1 et avec la version 1.8 que sera ajouté le système NeoGeo. Les autres systèmes, partiellement émulés, ne viendront que beaucoup plus tard et seront en réalité des pilotes de "tests" principalement destinés à être intégrés dans MAME par la suite.
Nebula est sortie à une période ou MAME n'était pas encore très abouti, principalement au niveau des fonctionnalités pour le joueur, ce qui lui donnait une convivialité et une facilité d'utilisation très agréable: filtres graphiques, lecteur sonore, utilisation et recherche de cheats code, possibilité de faire ses propres pilotes (recompilé dynamiquement par l'émulateur) sous forme de fichiers textes (dont l'extension est .dat), utilisation de tables de transparences (effet graphique de transparence dans les jeux), création de macros et "HotKeys", possibilité de faire des captures d'écran etc.
Par ailleurs Nebula proposait une interface graphique qui, dans ses premières versions (et avant de proposer une alternative sous forme fenêtrée), ressemblait très fortement à celle de NeoRageX qui était encore très apprécié des joueurs (malgré son développement qui était arrêté) ce qui permit à beaucoup de personnes de franchir le cap du changement d'émulateur passant d'une ancienne génération à une plus récente dont le format des jeux (ROMs) étaient compatibles avec le projet principal MAME qui, de par son code source ouvert et son nombre de contributeurs, allait s'annoncer comme l'exemple à suivre en termes d'agencement et d'organisation des fichiers qu'il proposait (on appellera cela la convention MAME, qui intégrera bien d'autres règles).
Elsemi, qui développait aussi d'autres émulateurs (principalement Model 2, CPS-3 ou Dreamcast) et dont le code était destiné à intégrer MAME/MESS, délaissa Nebula petit à petit le laissant entre les mains des fans qui arrivaient encore à écrire quelques pilotes pour tenter de le mettre à jour. Mais alors que MAME continuait perpétuellement à avancer et intégrer les dernières avancées et améliorations des systèmes cités plus haut, Nebula (qui était en source fermée) stagnait et était de plus en plus délaissé au profit bien-sur de MAME mais aussi de Final Burn Neo ou de RAINE. Depuis février 2007, Nebula n'est plus maintenu à jour.
Aujourd'hui Elsemi travail pour sa société Blitworks spécialisée dans le portage de jeux vidéo mais continu malgré tout, et de manière occasionnelle, à participer au projet MAME.